# Загальна електрична схема
Зага́льна електри́чна схе́ма — вид електричної схеми, на якій зображають пристрої та елементи, що входять в комплекс, а також проводи, джгути і кабелі (багатожильні проводи, електричні шнури), що сполучають ці пристрої та елементи. Такі схеми позначаються у шифрі основного напису символами Э6

## Загальні вимоги
На електричній загальній схемі (ГОСТ 2.702-2011) елементи, які входять у комплекс пристрою, зображують у вигляді прямокутників (допускається позначати у вигляді умовних графічних познак, або зовнішніх обрисів). Графічні познаки пристроїв і елементів, у тому числі вхідних і вихідних, слід розташовувати на схемі поблизу до їх дійсного розташування у виробі.
На схемі повинні вказуватись:
- для кожного пристрою або елемента, зображених у вигляді прямокутника чи спрощеного зовнішнього обрису, — їх назву та тип і (або) позначення документа, на підставі якого вони застосовані;
- для кожного елемента, зображеного у вигляді умовної графічної познаки, — його тип та (або) позначення документа.

При великій кількості пристроїв та елементів рекомендується ці дані оформляти у вигляді переліку елементів. У цьому випадку біля графічних познак пристроїв та елементів проставляють позиційні позначення.
На схемі слід вказувати позначення вхідних, вихідних та ввідних елементів, що нанесені на виріб. Якщо позначення вхідних, вихідних та ввідних елементів в конструкції виробу не вказані, то допускається цим елементам умовно присвоювати позначення на схемі, повторюючи їх у відповідній конструкторській документації. При цьому на полі схеми дають необхідні пояснення.
Загальну схему, по можливості, слід виконувати на одному аркуші. Якщо схема через складність виробу не може бути виконана на одному аркуші, то:
- на першому аркуші викреслюють виріб у цілому із зображенням постів і (або) приміщень умовними обрисами та зв'язків між ними;
- усередині умовних обрисів постів і (або) приміщень зображують лише ті пристрої та елементи, до яких підводять проводи та кабелі (багатожильні проводи, електричні шнури), що з'єднують пости і (або) приміщення;
- на інших аркушах повністю викреслюють схеми окремих постів і (або) приміщень або груп постів і (або) приміщень;
- загальну схему кожного комплексу виконують на окремому аркуші, якщо до складу виробу входить декілька комплексів.

## Особливості вказання проводів, джгутів і кабелів
На загальних схемах показують проводи, джгути і кабелі окремими лініями з позначенням їх порядкових номерів у межах виробу (дозволяється наскрізна нумерація проводів, джгутів і кабелів, якщо проводи, що входять у джгути, пронумеровані в межах кожного джгута).
Позначення проводів, кабелів і джгутів, а також необхідні відомості про них, записують так, як на схемах з'єднань.
Якщо до складу виробу, на який розробляють схему, входить декілька комплексів, то одножильні проводи, кабелі (багатожильні проводи, електричні шнури) і джгути слід нумерувати в межах кожного комплексу. Належність одножильного проводу, джгута, кабелю до певного комплексу визначають за допомогою літерного (літерно-цифрового) позначення, що проставляється перед номером кожного одножильного проводу, джгута і кабелю з відокремленням знаком «дефіс».
Номери одножильних проводів на схемі проставляють поблизу кінців їх зображень; номери одножильних коротких проводів, які чітко видно на схемі, допускається поміщати поблизу середини зображень. Номери кабелів (багатожильних проводів, електричних шнурів) проставляють в колах, що розміщаються в розривах зображень кабелів. Номери джгутів проставляють на полицях ліній виносок.
На схемі біля зображення одножильних проводів, джгутів і кабелів (багатожильних проводів, електричних шнурів) вказують наступні дані:
- для одножильних проводів — марку, переріз і, за необхідності, забарвлення;
- для кабелів (багатожильних проводів, електричних шнурів), що записуються у специфікацію як матеріал, — марку, кількість і перетин жил;
- для проводів, кабелів і джгутів, виготовлених за кресленнями, — позначення основного конструкторського документа.

Якщо при розробці схеми дані про проводи і кабелі, що прокладаються при монтажі, не можуть бути визначені, то на схемі наводять відповідні пояснення із зазначенням вихідних даних, необхідних для вибору конкретних проводів і кабелів. При великій кількості з'єднань рекомендується зазначені відомості записувати в перелік проводів, джгутів і кабелів .

## Перелік проводів джгутів та кабелів
Перелік проводів, джгутів і кабелів (багатожильних проводів, електричних шнурів) поміщають на першому аркуші схеми, зазвичай, над основним написом або виконують у вигляді наступних аркушів.
У графах переліку вказують наступні дані:
- у графі «Позначення» — позначення основного конструкторського документа проводи, кабелі, джгута, виготовлених за кресленнями;
- у графі «Примітка» — кабелі, що поставляються з комплексом або прокладаються при його монтажі.

Кабелі, що прокладаються при монтажі, допускається в перелік не вносити.